# Ізотопний вік
Ізотопний вік (рос. изотопный возраст, англ. isotope age, absolute age; нім. Isotopenalter n, absolutes Alter n) — абсолютний вік мінералів та гірських порід, встановлений радіологічними методами. Існують уран-торієво-свинцевий, рубідій-стронцієвий, калій-аргоновий, радіовуглецевий та ін. методи. Час утворення мінералу (породи) встановлюють за співвідношенням у мінералі первинних радіоактивних ізотопів, відповідних елементів та продуктів їх розпаду, швидкість якого є постійною. За допомогою радіологічних методів встановлено вік Землі і земної кори.
Для осадових та окремих комплексів магматичних порід створено абсолютну геохронологічну шкалу. Визначення І.в. порід дає можливість встановлювати час різних геол. подій, оцінювати вік к.к. Перші вітчизняні результати визначення І.в. одержав видатний український вчений академік В. І. Вернадський (1932).
Систематичні визначення І.в. порід почалося у 1950 р. в Інституті геол. наук АН України. Завдяки віковим даним, одержаним уран-торієвим методом на початку 60-х років були запропоновані перші схеми вікового розчленування для докембрійських порід Українського щита. Створено каталоги ізотопних дат порід Українського щита. Найдавніші в Україні породи виявлені поблизу м. Оріхів Запорізької області — це метаультрабазити і тоналіти віком 3700-200 млн р. Верхні межі метаморфічних порід архею і нижнього протерозою умовно датовані 2600—100 і 1600-50 млн р. Осадова рудоносна криворізька серія, І.в. якої визначений уран-торієво-свинцевим методом, утворилася у віковому інтервалі 2500—2000 млн р. Численні дайки основних магматичних порід мають вік від архею до верхнього протерозою. Кіровоградські та Житомирські граніти — 1900 млн р., Коростенський комплекс — 1750 млн р.
Найдавніші в Україні осадові відклади фанерозою (рифей, венд) у межах Волино-Оршанського прогину і Овруцького ґрабена Українського щита мають вік 1650—570 млн р. Палеозойські пісковики, сланці та вапняки, утворені 440—250 млн р. тому, складають Донецьку складчасту споруду. Вапняки, сланці, мергелі мезозою (240-70 млн р.), палеогену й неогену (65-10 млн р.) поширені у Кримських горах та Карпатах. Вік антропогенових утворень, що вкривають майже суцільним чохлом усю територію України, до 1 млн р.